# Нове Нікуліно
Нове Нікуліно (рос. Новое Никулино) — село в Цильнинському районі Ульяновської області Російської Федерації.
Населення становить 706 осіб. Входить до складу муніципального утворення Новонікулинське сільське поселення.

## Історія
Від 2004 року входить до складу муніципального утворення Новонікулинське сільське поселення.

## Населення
| 2010 |
| ---- |
| 706  |